# Glenwood (Nebraska)
Glenwood es un lugar designado por el censo ubicado en el condado de Buffalo en el estado estadounidense de Nebraska. En el Censo de 2010 tenía una población de 466 habitantes y una densidad poblacional de 73,62 personas por km².

## Geografía
Glenwood se encuentra ubicado en las coordenadas 40°45′19″N 99°4′51″O / 40.75528, -99.08083. Según la Oficina del Censo de los Estados Unidos, Glenwood tiene una superficie total de 6.33 km², de la cual 6.33 km² corresponden a tierra firme y (0%) 0 km² es agua.

## Demografía
Según el censo de 2010, había 466 personas residiendo en Glenwood. La densidad de población era de 73,62 hab./km². De los 466 habitantes, Glenwood estaba compuesto por el 97.42% blancos, el 0.86% eran afroamericanos, el 0% eran amerindios, el 0.64% eran asiáticos, el 0% eran isleños del Pacífico, el 0% eran de otras razas y el 1.07% pertenecían a dos o más razas. Del total de la población el 0.86% eran hispanos o latinos de cualquier raza.